# Вайнштейн, Иосиф Владимирович
Ио́сиф Влади́мирович Вайнште́йн (28 октября 1918 года, Белая Церковь — 1 сентября 2001 года) — советский и канадский джазовый музыкант — аранжировщик, трубач, дирижёр.

## Биография
В конце 1920-х годов в связи с начавшимся на Украине голодомором семья переехала сначала в Москву, а оттуда в 1931 году — в Ленинград. В декабре 1935 года был призван на действительную военную службу, во время которой состоял матросом-трубачом музыкальной команды на крейсере «Аврора». В 1937 году поступил в Первое Ленинградское музыкальное училище имени Мусоргского, которое окончил в 1941 году по классу трубы.
Уже в 1938 году создал свой первый джаз-оркестр, с которым выступал на танцах в гостинице «Европейская». В феврале 1942 года был назначен капельмейстером военного оркестра в Кронштадте (в 1943 году одним из первых был награждён орденом «Красная Звезда» за «образцовое выполнение заданий командования по обслуживанию частей и соединений»), а в начале 1945 года — военным дирижёром оркестра ВВС Балтийского Флота в Таллине. После демобилизации вернулся к своей работе в гостинице «Европейская», где создал новый джаз-оркестр.
В 1949 году, вследствие отказа подписать сфальсифицированный протокол партийного собрания, был уволен из гостиницы и вновь призван на военную службу на остров под Таллином, однако вскоре был назначен военным дирижёром оркестра Нахимовского училища, получил звание майора. Вскоре поступил на факультет военных дирижёров при Ленинградской консерватории, который окончил в 1952 году.
В апреле 1952 года был осуждён по сфабрикованному обвинению, но в октябре 1954 года Военная коллегия Верховного суда СССР пересмотрела дело Вайнштейна и освободила его.
В 1955 году Вайнштейн создал новый джаз-оркестр на базе Ленгосэстрады, с которым выступал в различных Дворцах культуры Ленинграда.

В 1958 году в оркестр приглашены молодые джазовые музыканты: Ростислав Чевычелов, Геннадий Гольштейн, Георгий Чиков, Роман Кунсман, Игорь Сергеевич Петренко, Жорж Фридман, Давид Голощёкин, Алексей Канунников, Виктор Иездиковский, Виктор Игнатьев, Ярослав Янса, Валерий Петров, Виктор Мусоров, Игорь Широков, Аркадий Николаев[уточнить], Константин Носов, Фридрих Запольский. Основу обновлённого репертуара оркестра составляют джазовые стандарты в инструментовках ведущих солистов оркестра. Концертмейстером оркестра становится Геннадий Гольштейн. В 1959 году выходят первые пластинки с записями оркестра (серия «Музыкальный калейдоскоп», выпуски 1 и 2), на которых указаны изменённые названия авторов и композиций в обход тогдашней цензуры.
В 1962 году, вскоре после выступления оркестра на Пленуме Союза композиторов, в газете «Правда» была напечатана разгромная статья под названием «О творчестве и подражательстве», написанная композитором Дмитрием Кабалевским, и оркестр был вынужден уйти в подполье, однако благодаря поддержке Андрея Петрова, Леонида Утёсова, Андрея Эшпая, Александра Колкера и других, вскоре смог возобновить концертную деятельность.
В 1966—1967 годах оркестр Вайнштейна участвовал в джаз-фестивалях в Ленинграде и Таллине, а в 1968—1974 годах посетил с концертами более ста городов Советского Союза. Во второй половине 1970-х создал и возглавил Варьете гостиницы «Ленинград».
В 1983 году эмигрировал в Канаду, где и скончался в 2001 году.

## Избранная дискография
- 1962 — I («Музыкальная шкатулка», «Улица грёз», «Медленный вальс» и др.) (Апрелевский завод грампластинок, Д 10879-80, моно, гранд)
- 1967 — II («Где же тут любовь», «Полночный блюз», «Прогулка» и др.) (Мелодия Д 19159-60 (моно) и С 1413-4 (стерео), гранд)
- 1971 — III («Лунный вальс», «Размышление», «В ритме века» и др.) (Мелодия СМ 02823-24, гигант)
- 1973 — IV («Ты пришла из мечты», «Ночь в Африке», «Внезапная остановка» и др.) (Мелодия СМ 03841-42, гигант)
- 1978 — Переиздание II диска (Мелодия С60 11007-08, гигант)
- 1978 — V («Мелодия любви», «Лунный блеск», «Сент-Луи блюз» и др.) (Мелодия С60 11469-70, гигант)